# جان برنثال
جاناتان ادوارد برنتال (به انگلیسی: Jonathan Edward Bernthal) (زادهٔ ۲۰ سپتامبر ۱۹۷۶) بازیگر آمریکایی است که برای ایفای نقش شخصیت شین والش در مجموعه تلویزیونی مردگان متحرک از شبکه⁩ ای‌ام‌سی و ایفای نقش پانیشر در مجموعه‌های تلویزیونی دردویل و پانیشر از شبکه نت‌فلیکس و همچنین فیلم‌های سینمایی نظیر گرگ وال استریت، خبرچین، فرار، خشم، سیکاریو، حسابدار، ویرجینیای شیرین، بیبی راننده و فورد در برابر فراری شناخته می‌شود.

## اوایل زندگی
جاناتان ادوارد برنثال در۲۰ سپتامبر در واشینگتن دی سی زاده شد. او پسر والدینی یهودی جوآن لوری (خواننده مارکس) و اریک لارنس «ریک» برنثال، وکیل سابق لاتام و واتکینز و رئیس هیئت مدیره انجمن بشر دوستانه ایالات متحده تا سال ۲۰۱۹ بود. وی دارای دو برادر است: نیکلاس، جراح ارتوپدی و استاد دانشگاه یوسی‌اِل‌اِی و توماس، مدیر عامل آژانس مشاوره که با شریل سندبرگ میلیاردر و مدیر فیس بوک نامزد شده است. برنتال در کابین جان، مریلند بزرگ شد. وی در مدرسه دوستان Sidwell تحصیل کرد و در سال ۱۹۹۵ فارغ‌التحصیل شد. پس از دبیرستان، او در کالج Skidmore واقع در ساراتوگا اسپرینگز، نیویورک تحصیل کرد، اما تحصیل را رها کرد. وی به توصیه معلم بازیگری خود، آلما بکر، به تئاتر هنری مسکو در روسیه پیوست.

## خیرات و وکالت
برنتال و برادرش نیکلاس سازمان غیرانتفاعی Drops Fill Buckets را اداره می‌کنند، که به عنوان «رویکرد کارآفرینانه تأثیرگذار برای ایجاد تغییر» توصیف شده است.
برنتال همچنین طرفدار مالکیت پیت بول است و سخنگوی بنیاد مزرعه حیوانات است، که رفتار برابر پیت بول‌ها را نجات داده و حمایت می‌کند. او سه پیت بول دارد که اغلب او را برای تنظیم همراهی می‌کند، دو تا از آن‌ها، به نام‌های باس و ونیز در فیلم رمپارت (۲۰۱۲) حضور داشتند.

## فیلم‌شناسی

### فیلم
| سال  | عنوان                               | نقش                        | یادداشت‌ها                | منابع  |
| ---- | ----------------------------------- | -------------------------- | ------------------------ | ------ |
| ۲۰۰۲ | مری/مری                             | منی                        |                          |        |
| ۲۰۰۴ | عروسی تونی و تینا                   | دومینیک فابریزی            |                          |        |
| ۲۰۰۴ | انتقام زن میان‌سال                   | مرد در اداره               |                          |        |
| ۲۰۰۶ | مرکز تجارت جهانی                    | کریستوفر آموروسو           |                          |        |
| ۲۰۰۷ | هوایی که تنفس می‌کنم                 | مصاحبه‌گر                   |                          |        |
| ۲۰۰۷ | روز صفر                             | جیمز دیکسون                |                          |        |
| ۲۰۰۸ | بار استارز                          | دانی پینترون               |                          |        |
| ۲۰۰۸ | خطی در شن                           | بانزای                     |                          |        |
| ۲۰۰۹ | شب در موزه: نبرد اسمیتسونین         | آل کاپون                   |                          |        |
| ۲۰۱۰ | سایه‌نویس                            | ریک ریکاردلی               |                          |        |
| ۲۰۱۰ | شب قرار                             | مرد جوان                   |                          |        |
| ۲۰۱۱ | رمپارت                              | دن مورون                   |                          |        |
| ۲۰۱۳ | خبرچین                              | دنیل جیمز                  |                          |        |
| ۲۰۱۳ | مبارزه کینه                         | بی. جی. رز                 |                          |        |
| ۲۰۱۳ | گرگ وال استریت                      | برد بادنیک                 |                          |        |
| ۲۰۱۴ | خشم                                 | سرباز درجه اول گریدی ترویس |                          |        |
| ۲۰۱۵ | من و ارل و دختر در حال مرگ          | آقای مک‌کارتی               |                          |        |
| ۲۰۱۵ | سیکاریو                             | تد                         |                          |        |
| ۲۰۱۵ | ما دوستان تو هستیم                  | پیج مورل                   |                          |        |
| ۲۰۱۶ | لیگ عدالت در برابر تایتان‌های نوجوان | ترایگان (صداپیشه)          | فیلم ویدئویی             |        |
| ۲۰۱۶ | حسابدار                             | براکستون ولف               |                          |        |
| ۲۰۱۶ | فرار                                | هولت                       | فیلم کوتاه               |        |
| ۲۰۱۷ | رودخانه ویند                        | مت ریبورن                  |                          |        |
| ۲۰۱۷ | بیبی راننده                         | گریف                       |                          |        |
| ۲۰۱۷ | ویرجینیای شیرین                     | سم                         |                          |        |
| ۲۰۱۷ | زیارت                               | میوت                       |                          |        |
| ۲۰۱۷ | شات کالر                            | فرنک «شاتگان»              |                          |        |
| ۲۰۱۸ | بیوه‌ها                              | فلورک گانر                 |                          |        |
| ۲۰۱۹ | شاهین کره بادام زمینی               | مارک                       |                          |        |
| ۲۰۱۹ | فورد در برابر فراری                 | لی لاکوکا                  |                          |        |
| ۲۰۲۰ | وینا و فانتوم‌ها                     | مونرو                      |                          |        |
| ۲۰۲۱ | کسانی که آرزوی مرگ مرا می‌کنند       | کَلانتر ایتن سایر           |                          |        |
| ۲۰۲۱ | شاه ریچارد                          | ریک ماچی                   |                          |        |
| ۲۰۲۱ | تعمیر جزئی موتور                    | ترنس                       | همچنین تهیه‌کننده         |        |
| ۲۰۲۱ | قدیسان فراوان نیوآرک                | جانی سوپرانو               |                          |        |
| ۲۰۲۱ | نابخشودنی                           | بلیک                       |                          |        |
| ۲۰۲۲ | شارپ استیک                          | جاش                        | همچنین مدیر اجرایی تولید |        |
| ۲۰۲۳ | خاستگاه                             | برت                        |                          |        |
| ۲۰۲۵ | حسابدار ۲                           | براکستون ولف               |                          | [ ۱۳ ] |
| ۲۰۲۵ | آماتور                              | جکسون اوبراین              |                          |        |
| ۲۰۲۶ | ادیسه                               | منلائوس                    | در حال فیلمبرداری        |        |